# Jeannine Gramicková
Jeannine Gramick, S.L. (* 1942 Filadelfie) je americká římskokatolická řeholnice, zastánkyně práv LGBT osob a zakladatelka New Ways Ministry.

## Život a služba
Sestra Jeannine se narodila do polské katolické rodiny ve Filadelfii. V roce 1960 se přestěhovala do Baltimoru, vstoupila do kongregace Školských sester de Notre Dame a vyučovala matematiku na střední škole a později na univerzitě Notre Dame of Maryland. Spolu s P. Robertem Nugentem založila organizaci New Ways Ministry, která si klade za cíl hájit spravedlnost pro LGBTQ osoby v katolické církvi a občanské společnosti. Sestra Jeannine svoje postoje a působení vysvětluje ve svých publikacích. Např.: Homosexuality and the Catholic Church (Hamosexualita a katolická církev), Homosexuality in the Priesthood and Religious Life (Homosexualita v kněžském a řeholním životě), The Vatican and Homosexuality (Vatikán a homosexualita), Voices of Hope: A Collection of Positive Catholic Writings on Lesbian/Gay Issues (Hlasy naděje: Sbírka pozitivních katolických textů na téma lesbické a gay otázky). Je také spoluautorkou Building Bridges: Gay and Lesbian Reality and the Catholic Church (Stavění mostů: Gay a lesbická realita v katolické církvi, v italštině vyšlo pod názvem Anime Gay: Gli omosessuali e la Chiesa cattolica). Nyní je sestra Jeannine v řádu Sester z Loretta (zkratka S.L).
Její dlouholeté, mnohdy kontroverzní službě v LGBT komunitě se věnuje dokumentární film In Good Conscience: Sister Jeannine Gramick's Journey of Faith.

## Kontroverze
Aktivity sestry Jeannine se neobejdou bez kontroverzí. V roce 1981 jí washingtonský arcibiskup, kvůli údajné nejasnosti její prezentace církevního učení o homosexualitě zakázal pastorační činnost s homosexuály na území své arcidiecéze. Ve stejnou dobu bylo jí a P. Robertu Nugentovi nařízeno Kongregací pro instituty zasvěceného života a společnosti apoštolského života přerušit službu, odloučit se od New Ways Ministry a prohlásit, že se nadále nebudou věnovat pastoraci homosexuálů, aniž by pravověrně prezentovali církevní učení o homosexualitě. Roku 1988 započal Vatikán šetření jejich společných aktivit, kvůli možným doktrinálním chybám v publikacích bylo převedeno na Kongregaci pro nauku víry. V roce 1999, po písemném dialogu s autory, kongregace prohlásila, že jejich spisy jsou doktrinálně nepřijatelné.